# Maximiliano Porcel
Maximiliano Porcel (Buenos Aires, 2 gennaio 2006) è un calciatore argentino, centrocampista del Vélez Sarsfield.

## Carriera

### Club
È cresciuto nel settore giovanile del Vélez Sarsfield, con cui ha firmato il primo contratto professionistico il 4 marzo 2022. Il 3 ottobre 2024 ha prolungato fino al 2027 ed è stato promosso in prima squadra, dove ha debuttato il 23 gennaio 2025 nell'incontro di Primera División perso 3-0 contro il Tigre.

### Nazionale
Nel 2023 ha partecipato con la nazionale argentina Under-17 al campionato sudamericano di categoria concluso al terzo posto.

## Statistiche

### Presenze e reti nei club
Statistiche aggiornate al 5 aprile 2025.
| Stagione        | Squadra         | Campionato      | Campionato | Campionato | Coppe nazionali | Coppe nazionali | Coppe nazionali | Coppe continentali | Coppe continentali | Coppe continentali | Altre coppe | Altre coppe | Altre coppe | Totale | Totale | Totale |
| Stagione        | Squadra         | Comp            | Pres       | Reti       | Comp            | Pres            | Reti            | Comp               | Pres               | Reti               | Comp        | Pres        | Reti        | Pres   | Reti   |        |
| --------------- | --------------- | --------------- | ---------- | ---------- | --------------- | --------------- | --------------- | ------------------ | ------------------ | ------------------ | ----------- | ----------- | ----------- | ------ | ------ | ------ |
| 2025            | Vélez Sarsfield | PD              | 8          | 0          | CA              | 1               | 0               | CL                 | 0                  | 0                  | SA          | -           | -           | 9      | 0      |        |
| Totale carriera | Totale carriera | Totale carriera | 8          | 0          |                 | 1               | 0               |                    | 0                  | 0                  |             | -           | -           | 9      | 0      |        |

## Palmarès

### Competizioni nazionali

#### Club
- Campionato argentino: 1

Velez: 2024